# Cour d'appel des États-Unis pour le circuit fédéral

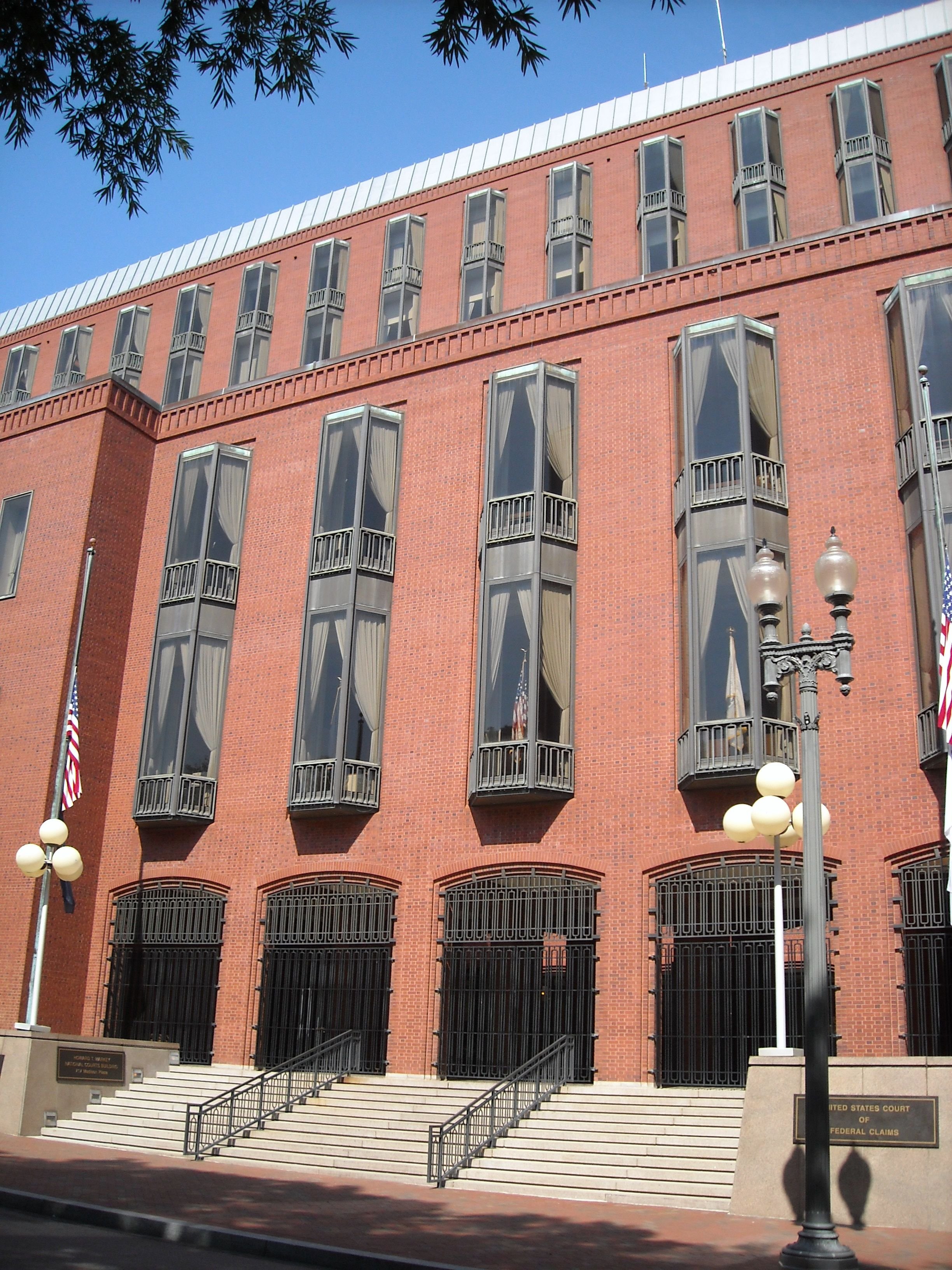
Le bâtiment des cours nationales Howard T. Markey à Washington.

La cour d’appel des États-Unis pour le circuit fédéral (United States Court of Appeals for the Federal Circuit, USCAFC ou CAFC) est une cour d'appel fédérale américaine, au statut particulier. 

## Création
La cour a été créée en 1982 par le Congrès.

## Siège
La cour siège à Washington dans le bâtiment des cours nationales Howard T. Markey, situé au 717, Madison Place, immédiatement au nord de la Maison-Blanche. 

## Fonctions
La cour connaît des jugements rendus en premier ressort par les tribunaux suivants (affaires d'ordre généralement administratif ou commercial impliquant une législation fédérale) :
- la U.S. Court of Federal Claims ;
- la Cour d'appel des États-Unis pour les revendications des anciens combattants ;
- le Trademark Trial and Appeal Board (en) ;
- le Patent Trial and Appeal Board (en), remplaçant de l'ancien Board of Patent Appeals and Interferences (en) ;
- les Boards of Contract Appeals ;
- le U.S. Merit Systems Protection Board ;
- la Commission du commerce international des États-Unis ;
- le Tribunal de commerce international des États-Unis ;
- une Cour de district (pour certaines affaires).

Les décisions de la Cour d'appel pour le circuit fédéral ne sont subordonnées que par des décisions de la Cour suprême ou par des modifications législatives applicables. De plus, l'examen par la Cour suprême étant discrétionnaire, les décisions de la Cour d'appel pour le circuit fédéral sont souvent dans les faits des jugements en dernier ressort.